# ميلوش زيمان
ميلوش زيمان (بالتشيكية: Miloš Zeman) (مواليد 28 سبتمبر 1944) هو سياسي تشيكي يشغل منصب الرئيس الثالث والحالي لجمهورية التشيك منذ 8 مارس 2013. شغل سابقًا منصب رئيس وزراء جمهورية التشيك من 1998 إلى 2002. بصفته زعيمًا للحزب الاشتراكي الديمقراطي التشيكي خلال التسعينيات، قام بتحويل حزبه إلى أحد القوى السياسية الرئيسية في البلاد. شغل زيمان منصب رئيس مجلس النواب، مجلس النواب في البرلمان التشيكي، من عام 1996 حتى أصبح رئيسًا للوزراء بعد ذلك بعامين في عام 1998.
في يناير 2013، تم انتخاب زيمان رئيسًا لجمهورية التشيك. وهو أول رئيس منتخب من الشعب في تاريخ التشيك. حيث تم انتخاب كل من أسلافه، فاتسلاف هافيل وفاسلاف كلاوس، من قبل البرلمان التشيكي. في عام 2018، أعيد انتخابه لولاية ثانية.

## السنوات المبكرة
ولد زيمان في كولين. ُطلق والديه وهو في الثانية من عمره وربته والدته التي كانت معلمة. درس في المدرسة الثانوية في كولين، ثم من عام 1965 درس في جامعة الاقتصاد في براغ، وتخرج عام 1969.
في عام 1968، خلال ربيع براغ، أصبح عضوًا في الحزب الشيوعي لتشيكوسلوفاكيا، ولكن تم طرده في عام 1970 بسبب معارضته لغزو حلف وارسو لتشيكوسلوفاكيا.

## الأنشطة السياسية قبل الرئاسة
في صيف عام 1989، ظهر في التلفزيون التشيكوسلوفاكي منتقدًا الحالة السيئة للاقتصاد التشيكوسلوفاكي. تسبب خطابه في فضيحة، لكن آرائه ساعدته على الانضمام إلى قادة المنتدى المدني بعد بضعة أشهر، خلال الثورة المخملية.
في عام 1990، أصبح زيمان عضوًا في مجلس أمم الجمعية الفيدرالية التشيكوسلوفاكية. في عام 1992، ترشح بنجاح لمجلس النواب في الجمعية الفيدرالية، وهو بالفعل عضو في حزب تشيكوسلوفاكيا الاشتراكية الديمقراطية، والذي انضم إليه في نفس العام. في عام 1993، انتخب رئيسًا للحزب، وفي السنوات التالية حوله إلى أحد الأحزاب الرئيسية في البلاد.
سمح نجاح حزبه في الانتخابات التشريعية عام 1996 بمنع منافسه فاتسلاف كلاوس وحزبه الديمقراطي المدني من تشكيل حكومة أغلبية. أصبح زيمان رئيسًا لمجلس النواب وشغل هذا المنصب حتى الانتخابات المبكرة في عام 1998.
في عام 1998، فاز الحزب الاشتراكي الديمقراطي الاجتماعي بالانتخابات وأصبح زيمان رئيسًا للوزراء في حكومة أقلية، قادها على مدار السنوات الأربع التالية. في أبريل 2001، حل محله فلاديمير سبيدلا كقائد. ثم تقاعد زيمان وانتقل للعيش في الريف في منطقة فيسوتشينا. فاز في الانتخابات التمهيدية الرئاسية في عام 2002 ليصبح مرشح الحزب الاشتراكي الديمقراطي للرئاسة، لكنه خسر الانتخابات الرئاسية لعام 2003 لصالح فاتسلاف كلاوس، بسبب الانقسام الحزبي. أصبح زيمان منتقدًا صريحًا لقادة حزبه السابقين. ترك الحزب الاشتراكي الديمقراطي الاجتماعي في 21 مارس 2007 بسبب صراعات مع زعيم الحزب ورئيسه جيري باروبيك 
في أكتوبر 2009، أسس حزبًا جديدًا، حزب الحقوق المدنية. ولم يفز الحزب بأي مقاعد في انتخابات 2010 أو 2013 أو 2017 التشريعية.

## الرئاسة

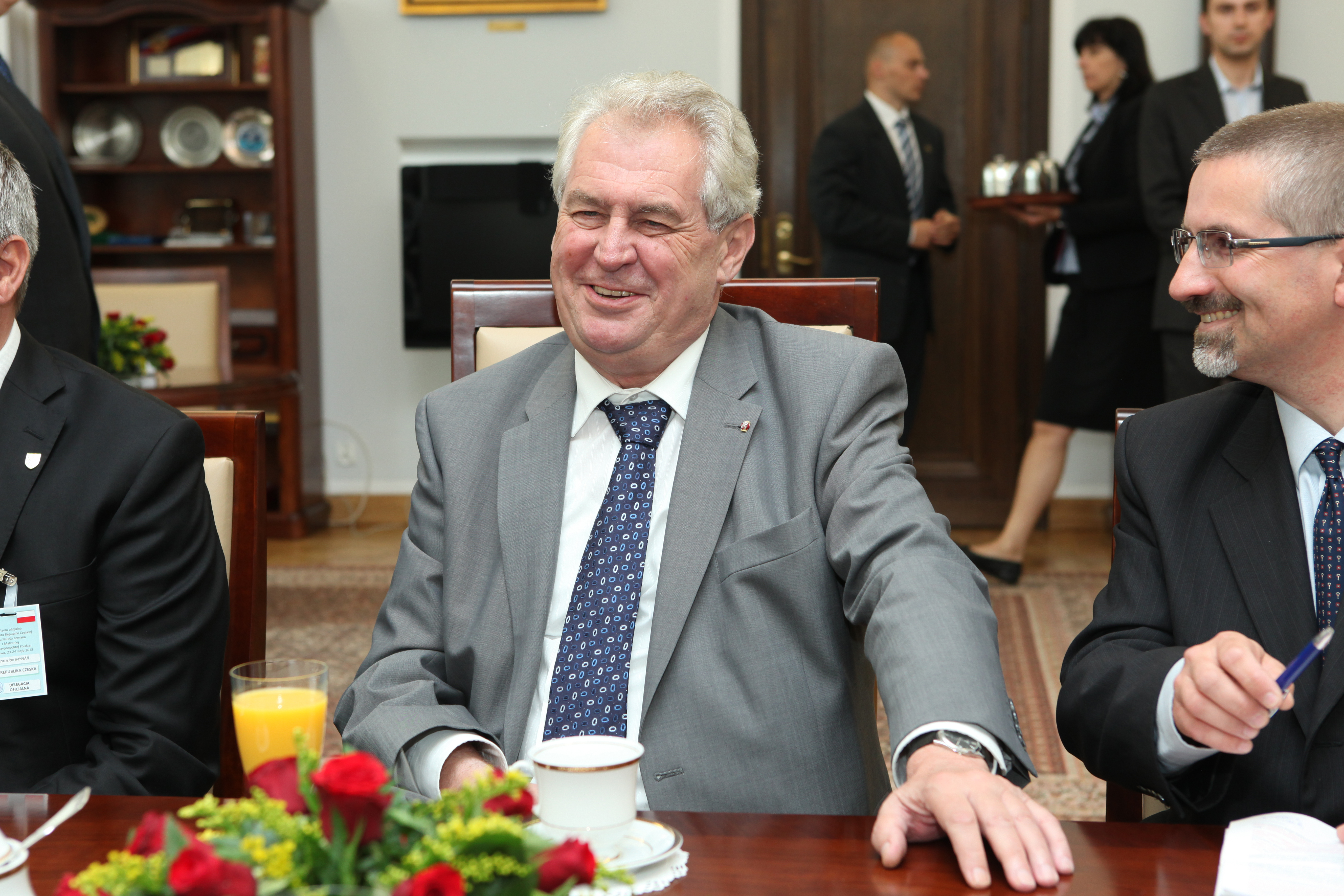
زيمان في مجلس شيوخ بولندا

في فبراير 2012، أعلن ميلوش زيمان عودته إلى السياسة وعزمه على الترشح في الإنتخابات الرئاسية التشيكية 2013. أشارت استطلاعات الرأي إلى أنه كان من أقوى المرشحين في الانتخابات إلى جانب يان فيشر. فاز زيمان بفارق ضئيل في الجولة الأولى من الانتخابات وتقدم إلى الدور الثاني لمواجهة كاريل شوارزنبرج، وفاز بفارق واضح. بدأت ولايته في مارس 2013.
أصبح استهلاك الكحول المفرط المزعوم لزيمان موضوع نقاش عام واهتمام إعلامي في عدة مناسبات. يعتقد العديد من التشيكيين أنه كان مخمورا خلال ظهوره في مقر التلفزيون التشيكي، بعد فترة وجيزة من فوزه في الانتخابات الرئاسية 2013، وخلال معرض جواهر التاج البوهيمي.
في مايو 2013، رفض زيمان منح الأستاذية الثابتة للمؤرخ الأدبي مارتن سي بوتنا، بسبب ظهور بوتنا في في مسيرة للمثليين في 2011.
في يونيو 2013، انهارت الحكومة الائتلافية بقيادة بيتر نيكاس بسبب فضيحة فساد وتجسس. قام زيمان، متجاهلاً توازن القوى السياسي في البرلمان التشيكي، بتعيين صديقه وحليفه طويل الأمد جيري روسنوك رئيسًا للوزراء، وكلفه بتشكيل حكومة جديدة. وقد وُصف ذلك في أجزاء من وسائل الإعلام التشيكية والأجنبية بأنه انتزاع للسلطة السياسية، يقوض الديمقراطية البرلمانية ويوسع سلطاته. في 10 يوليو / تموز، أثناء تعيين حكومة روسنوك، نصح زيمان أعضاء مجلس الوزراء الجدد بعدم «بالانزعاج من الانتقادات الإعلامية من قبل الحمقى الغيورين الذين لم يفعلوا شيئًا مفيدًا في حياتهم». لم تدم حكومة روسنوك طويلاً، واستقالت بعد أن فقدت الثقة في التصويت.
في 6 أبريل 2014، في أعقاب ضم شبه جزيرة القرم، دعا زيمان إلى اتخاذ إجراءات قوية، بما في ذلك ربما إرسال قوات الناتو إلى أوكرانيا، إذا حاولت روسيا ضم الجزء الشرقي من البلاد. وفي حديثه في برنامج إذاعي، قال: «"في اللحظة التي تقرر فيها روسيا توسيع توسعها الإقليمي إلى الجزء الشرقي من أوكرانيا، تنتهي المتعة. هناك، أود أن أطالب ليس فقط بفرض عقوبات صارمة من الاتحاد الأوروبي، ولكن حتى من أجل الاستعداد العسكري لحلف شمال الأطلسي، على سبيل المثال دخول قوات الناتو إلى الأراضي الأوكرانية".»

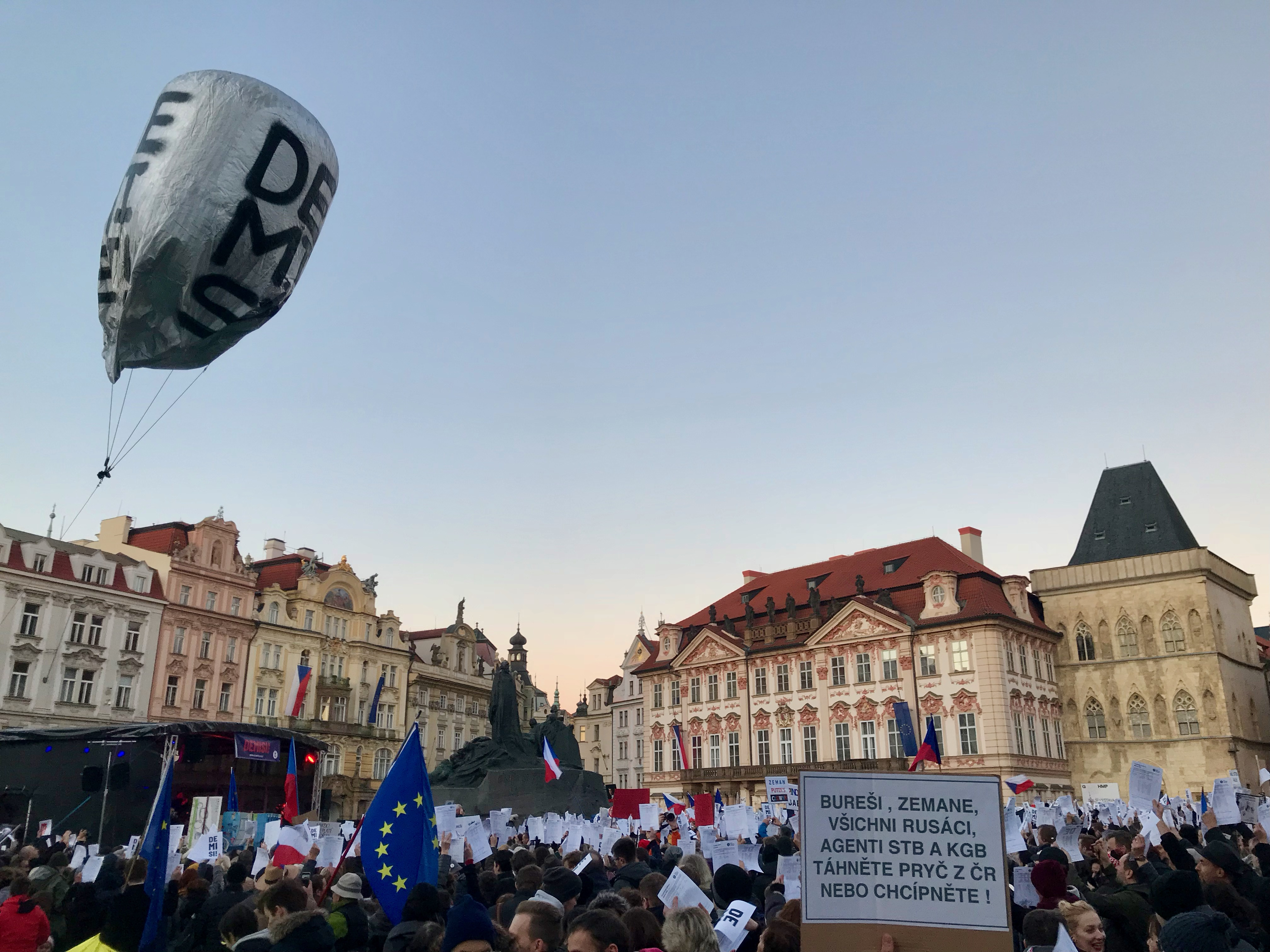
احتجاج ضد زيمان في براغ، 17 نوفمبر 2018

في نوفمبر 2014، بينما احتفلت التشيك بالذكرى السنوية الخامسة والعشرين للثورة المخملية عام 1989 ضد النظام الشيوعي على النظام السوفيتي، تحولت الاحتفالات إلى مطالبات بإستقالة زيمان. يعتقد العديد من التشيكيين أن ميلوش زيمان قد خان إرث فاتسلاف هافيل الذي ساعد تشيكوسلوفاكيا ثم جمهورية التشيك في أن تصبح نصيرًا لحقوق الإنسان. يرى المحتجون أن زيمان متعاطف للغاية مع الأنظمة الاستبدادية وقريب جدًا من روسيا والصين. حملوا بطاقات حمراء على غرار كرة القدم كدعوة لطرد زيمان ورشقوه بالبيض.
أفاد استطلاع للرأي أجرته وكالة CVVM في مارس 2016 أن 62٪ من التشيكيين يثقون بالرئيس ميلوش زيمان، ارتفاعًا من 55٪ في سبتمبر 2015، بحلول كانون الأول (ديسمبر) 2016، انخفض معدل شعبيته إلى 48٪ بعد سلسلة من الفضائح، حيث صرح حوالي 49٪ ممن شملهم الاستطلاع أنهم لا يثقون به.
في 9 مارس 2017، خلال لقاء مع أنصاره، أعلن زيمان عزمه الترشح مرة أخرى للرئاسة، وأكد قراره في اليوم التالي في مؤتمر صحفي. قال إنه اقتنع بدعم الشعب. وذكر أنه لا يعتقد أنه المرشح الأوفر حظا في الانتخابات، وأنه لن يدير حملة سياسية أو يهاجم منافسيه أو يشارك في المناظرات. كما أعلن أنه سيشارك في برنامج تلفزيوني يسمى أسبوع مع الرئيس.
قرر زيمان الترشح لولاية ثانية وخوض الانتخابات الرئاسية عام 2018. قارن المراقبون الانتخابات بالانتخابات الأخرى مثل انتخابات الولايات المتحدة لعام 2016 والانتخابات الرئاسية الفرنسية لعام 2017، والتي شهدت منافسة دولية ليبرالية وشعبوية يمينية ضد بعضهما البعض. فاز زيمان في الانتخابات بنسبة 51.37٪ في الجولة الثانية.

## وجهات نظره السياسية
خلال فترة رئاسته للوزراء وفترة ولايته كزعيم للديمقراطيين الاجتماعيين، كان زيمان يُعتبر سياسيًا من يسار الوسط، ولكن خلال فترة رئاسته بدأ يرتبط بسياسات اليمين المتطرف المناهضة للهجرة ردًا على أزمة المهاجرين الأوروبية. وصفت صحيفة الغارديان زيمان بأنه "يسار الوسط" في الفترة التي سبقت الانتخابات الرئاسية 2013، ولكنه صار "يمينًا متطرفًا" وشعبويًا في عام 2018. وصفت صحيفة نيويورك تايمز زيمان بأنه "يساري شعبوي" في عام 2016. وسائل الإعلام الأخرى وصفت ببساطة زيمان بأنه شعبوي. تمت مقارنته برئيس الولايات المتحدة دونالد ترامب وأيد حملة ترامب الرئاسية لعام 2016

### الصين

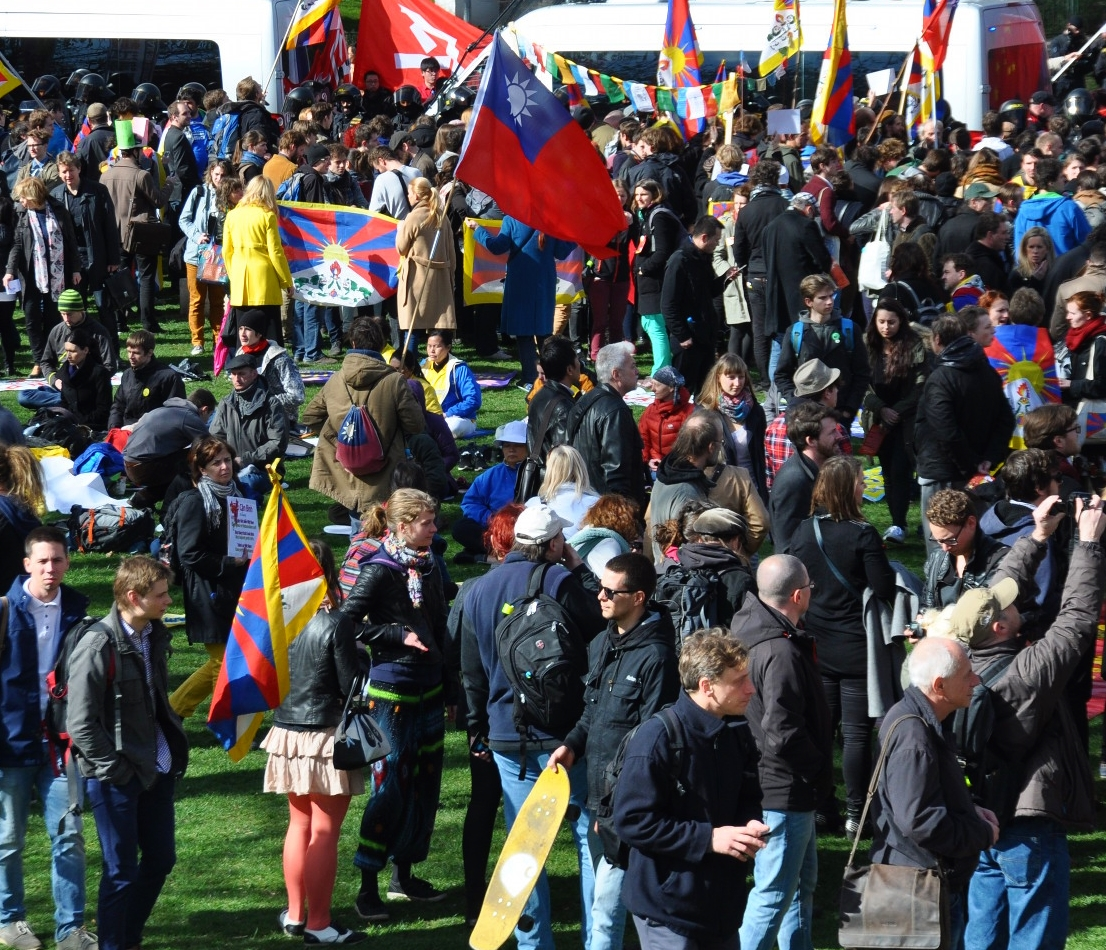
مظاهرة 2016 ضد زيمان والصين في براغ مع صورة الرئيس الراحل فاتسلاف هافيل والزعيم التبتي تينزن غياتسو مع أعلام التبت وتايوان

تعرض زيمان لانتقادات بسبب قربه من الصين. في عام 2014، تعرض لانتقادات عندما قال إنه يرغب في معرفة كيف نجحت الصين في «استقرار» مجتمعها. في عام 2016، دعا الرئيس الصيني شي جين بينغ في زيارة الدولة، مما أثار موجة من الاحتجاجات. ووصف المتظاهرين المؤيدين للتبت بأنهم «أشخاص معاقون عقليا» واستخدم الشرطة لمنع المتظاهرين من الوصول إلى قلعة براغ. كما دخلت الشرطة مبنى مدرسة السينما والتلفزيون التابعة لأكاديمية الفنون المسرحية لإزالة علم التبت الذي تم تعليقه من النافذة. واتهم نائب وزير المالية ميروسلاف كالوسك زيمان «بدعم الأنظمة الاستبدادية وغير الحرة». اعتُبرت هذه الإجراءات انتهاكًا لحرية التعبير للمجتمع التشيكي، ونظم احتجاجات ما لا يقل عن 50 عضوًا من غرفتي البرلمان وقادة المعارضة وجماعات المجتمع المدني بالإضافة إلى مئات من أنصار تايوان والتبت والأويغور في شينجيانغ.

### السيطرة على السلاح
في عام 2016، بعد عدد من الهجمات الإرهابية في جميع أنحاء أوروبا، انضم زيمان إلى عدد من السياسيين التشيكيين والمتخصصين الأمنيين في حث 240 ألفًا من مالكي الأسلحة في البلاد الذين لديهم تراخيص حمل سلاح على حمل أسلحتهم النارية، حتى يتمكنوا من المساهمة في حماية الأهداف غير المحصنة. كما حصلت زوجة زيمان على رخصة حمل سلاح ومسدس.

### الاتحاد الأوروبي
على الرغم من تصريحاته وتصرفاته المؤيدة للاتحاد الأوروبي، يدعم زيمان إجراء استفتاء على عضوية التشيك في الاتحاد الأوروبي على غرار استفتاء خروج بريطانيا من الاتحاد الأوروبي الذي عقد في المملكة المتحدة في عام 2016. كما وُصف بأنه متشكك في أوروبا ويعارض حصص المهاجرين في الاتحاد الأوروبي. وينظر إليه بعض النقاد على أنه يتمتع بميول مؤيدة لروسيا، ويفضلها على الاتحاد الأوروبي.

### إسرائيل
زيمان مؤيد قديم لدولة إسرائيل. كان زيمان من أبرز القادة الدوليين الذين دعموا اعتراف الولايات المتحدة بالقدس عاصمة لإسرائيل في عهد الرئيس دونالد ترامب، وأعرب عن دعمه لاتباع الولايات المتحدة في نقل سفارتها الإسرائيلية إلى القدس. وانتقد موقف الاتحاد الأوروبي بشأن القدس، واصفا دول الأعضاء بـ «الجبناء»، قائلا إنهم «يفعلون كل ما في وسعهم حتى تتمكن حركة إرهابية مؤيدة للفلسطينيين من التفوق على حركة مؤيدة لإسرائيل».

### كوسوفو
يعارض زيمان وجود سفارة تشيكية في كوسوفو. وقال إنه يعارض الاعتراف بكوسوفو، ووصفها بأنها «نظام إرهابي تموله تجارة المخدرات غير المشروعة». أثناء زيارته لبلغراد في عام 2014، أعرب عن معارضته لتشكيل جيش نظامي لكوسوفو، معادلًا إياه بجيش تحرير كوسوفو. وعلق على تاريخ الأعمال الإرهابية التي ارتكبها جيش تحرير كوسوفو، وأشار إلى أن حله كان أحد مكونات اتفاقيات السلام. وخلال الزيارة نفسها، أعرب عن أمله في أن تنضم صربيا إلى الاتحاد الأوروبي قريبًا.

### الشرق الأوسط والإسلام
أعرب زيمان عن قلقه من تنامي الإرهاب الإسلامي وداعش. في يونيو 2011 قال زيمان مشيرًا إلى الإسلام: «العدو هم المعادون للحضارة الذين ينتشرون من شمال إفريقيا إلى إندونيسيا. يعيش فيه ملياري شخص ويتم تمويل جزء منه من مبيعات النفط وجزئيا من مبيعات الأدوية». وشبه المسلمين الذين يؤمنون بالقرآن بأتباع النازية.
ودعا زيمان إلى عملية مسلحة موحدة ضد تنظيم الدولة الإسلامية (داعش) بقيادة مجلس الأمن الدولي. في يونيو 2015، علق زيمان قائلاً: «إذا قبلت الدول الأوروبية موجة من المهاجرين، فستكون هناك مجموعات إرهابية بينهم، والتي حذر منها وزير ليبي أيضًا. بقبول المهاجرين، نحن نسهل بقوة توسع الدولة الإسلامية في أوروبا». ووصف زيمان اللاجئين من الشرق الأوسط الذين يصلون إلى أوروبا بأنهم «غزو منظم». في سبتمبر 2015، رفض زيمان اقتراح الاتحاد الأوروبي بشأن الحصص الإجبارية للمهاجرين، قائلاً: «المستقبل وحده سيظهر أن هذا كان خطأً كبيراً».
وقال زيمان إن تركيا يجب ألا تكون في الاتحاد الأوروبي وانتقد خطاب الرئيس التركي أردوغان المعادي لأوروبا. كما اتهم تركيا بالتحالف مع داعش في قتالها ضد الأكراد السوريين.

### بولندا
في مارس 2016، دافع زيمان عن حكومة القانون والعدالة المنتخب حديثًا في بولندا، قائلاً: «لقد عبرت عن رأي مفاده أن الحكومة البولندية التي تم تشكيلها نتيجة انتخابات حرة، لها كل الحق في تنفيذ الأنشطة التي حصلت من أجلها على التفويض في هذه الانتخابات. لا ينبغي أن يخضع للوعظ الأخلاقي أو النقد من الاتحاد الأوروبي، الذي يجب أن يركز في النهاية على مهمته الأساسية - حماية الحدود الخارجية للاتحاد».

## النقد والخلافات
في 26 مايو 2014، خلال الاحتفالات بعيد استقلال إسرائيل، قال زيمان: «لذا اسمحوا لي أن أقتبس من نصوصهم [الإسلامية] المقدسة لتأييد هذا البيان:» تقول الشجرة، يوجد يهودي خلفي، تعالوا اقتله. يقول الحجر، يوجد يهودي خلفي، تعال واقتله. كنت أنتقد أولئك الذين ينادون بقتل العرب، لكني لا أعرف أي حركة تدعو إلى القتل الجماعي للعرب. ومع ذلك، فأنا أعرف حركة مناهضة للحضارة تدعو إلى القتل الجماعي لليهود". وعندما انتقدته منظمة التعاون الإسلامي وحثته على الاعتذا، رد مكتبه بأن "الرئيس زيمان بالتأكيد لا ينوي الاعتذار. لأن الرئيس يعتبر أن الاعتذار عن اقتباس نص إسلامي مقدس يعتبر تجديفًا.
تسببت تعليقات زيمان حول إطلاق النار على المتحف اليهودي في بلجيكا و «الفكر الإسلامي» في يونيو 2014 في خلاف دبلوماسي مع المملكة العربية السعودية. وقال المصدر الدبلوماسي: «السعوديون لديهم قائمة دقيقة بما قاله زيمان بشأن هذه القضية في الماضي. تحتوي القائمة على عدة صفحات. كان السفير [التشيكي] في وضع مزعج للغاية لأن الاحتجاج لم يسبق له مثيل من قبل».
في سبتمبر 2017، اقترح زيمان أن تصبح البوسنة والهرسك قاعدة لتنظيم الدولة الإسلامية، مما تسبب في خلاف دبلوماسي وأثار انتقادات من بكير عزت بيغوفيتش والجمهور البوسني.
في مايو 2011 انتزعت هيئة حماية الطفل النرويجية حضانة طفلين لأبوين من التشيك يعيشان في النرويج، انتقد زيمان على إثرها الهيئة النرويجية وقارنها بنظام الحضانات إبّان الحكم النازي.

## حياته الشخصية
في السبعينيات، تزوج زيمان من بلانكا زيمانوفا. انفصل الزوجان في عام 1978 في عام 1993، تزوج مساعدته إيفانا بدناريكوفا. (من مواليد 29 أبريل 1965).
لديه ابن بالغ اسمه ديفيد من زواجه الأول. كانت ابنته من الثانية، كاتشينا زيمانوفا (من مواليد 1 يناير 1994)، واحدة من أكثر الوجوه المرئية في فريق زيمان للانتخابات الرئاسية. في خطاب بعد الانتخابات، طلب منها زيمان أن تكون «سيدته الأولى غير الرسمية»، حيث ورد أن زوجته خجولة ولا تحب اهتمام وسائل الإعلام. عندما سئل عن معتقداته الدينية، وصف نفسه بأنه «ملحد متسامح».
زيمان شارب بكثرة ومدخن طويل الأمد. لقد قلل قليلاً من استهلاكه للكحول والسجائر بعد تشخيص إصابته بمرض السكري في عام 2015 كما أنه يعاني من اعتلال الأعصاب السكري في القدمين مما يسبب له صعوبات أثناء المشي.

## روابط خارجية
- ميلوش زيمان على موقع IMDb (الإنجليزية)
- ميلوش زيمان على موقع الموسوعة البريطانية (الإنجليزية)
- ميلوش زيمان على موقع مونزينجر (الألمانية)
- ميلوش زيمان على موقع قاعدة بيانات الفيلم (الإنجليزية)
- ميلوش زيمان على موقع كينوبويسك (الروسية)